# غارات جوية بالي 1995
في 25 و 26 مايو 1995، شن الناتو غارات جوية على مواقع جيش جمهورية صربسكا (VRS) في بالي، كجزء من عملية رفض الطيران، خلال حرب البوسنة.

## الأحداث
بينما كان الناتو يخطط لاستراتيجيته الجديدة، انتهى وقف إطلاق النار، وكما كان متوقعًا، استؤنف القتال. مع اتساع نطاق القتال تدريجياً، شنت القوات الحكومية البوسنية ( ARBiH ) هجومًا واسع النطاق في منطقة سراييفو. رداً على الهجوم، استولت قوات صرب البوسنة (جيش جمهورية صربسكا) على أسلحة ثقيلة من مستودع خاضع لحراسة تابعة لقوة الحماية، وبدأت في قصف الأهداف. كرد على هذه الأعمال، طلب قائد الأمم المتحدة، اللفتنانت جنرال روبرت سميث، شن غارات جوية من الناتو. التزم الناتو بقصف مستودع ذخيرة لجيش جمهورية صربسكا في بالي في 25 و 26 مايو 1995. نفذت المهمة من قبل USAF F-16s والقوات الجوية الإسبانية EF-18As مسلحة بقنابل موجهة بالليزر.[a] في 26 مايو، احتجز الصرب 377 من رهائن قوة الأمم المتحدة للحماية انتقاما واستخدموهم كدروع بشرية لمجموعة متنوعة من الأهداف في البوسنة، مما أجبر الناتو على إنهاء ضرباته.

## ما بعد الكارثة
في مواجهة أزمة الرهائن الثانية، بدأ الجنرال سميث وغيره من كبار قادة الأمم المتحدة في تغيير الاستراتيجيات. بدأت قوة الأمم المتحدة للحماية في إعادة نشر قواتها في مواقع أكثر قابلية للدفاع، بحيث يكون من الصعب مهاجمتها أو أخذها رهائن. والأهم من ذلك، أنشأ الجنرال مايكل روز قوة الرد السريع التابعة للأمم المتحدة، وهي وحدة مدججة بالسلاح مع قواعد اشتباك أكثر عدوانية، مصممة لاتخاذ إجراءات هجومية إذا لزم الأمر لمنع أخذ الرهائن وإنفاذ اتفاقيات السلام.

## ملحوظات
1. ^ This was the first offensive action carried out by the Spanish Air Force.[3]